# Sean Fraser
Sean Peter Roy Fraser (Kingston, 15 de fevereiro de 1983) é um futebolista profissional jamaicano que atua como atacante.

## Carreira
Depois de jogar na Clarendon College entre 1996 e 2001, Fraser iniciou a carreira profissional em 2000, no Harbour View, onde permaneceu até 2004. Ele ainda passou 2 temporadas no Portmore United (2004 a 2006), quando assinou com o Miami FC. Em seu primeiro ano de clube, o atacante jogou com os tetracampeões mundiais Romário e Zinho, estes últimos já em final de carreira. Em 2007, foi emprestado para o Boavista (foi Romário quem deu o aval para o Alviverde de Bacaxá contratar o jamaicano, que tornou-se o primeiro jogador de seu país a defender um clube brasileiro), que disputaria pela primeira vez o Campeonato Carioca. Em 7 jogos, foram 2 gols.
Ao final de seu contrato com o Miami, assinou com o Puerto Rico Islanders em 2009, atuando em 25 partidas e fazendo 3 gols. Fraser ainda jogaria pelo North East Stars (Trinidad e Tobago), Once Municipal, Alianza, Águila e CD Dragón (todos de El Salvador) e Pumas Morelos (México) até 2015, passando pelo futebol do Sudeste Asiático (SHB Đà Nẵng e Samutsongkhram), regressando ao Harbour View em 2017.

## Seleção
Tendo passagens pelos times de base da Jamaica (o atacante integrou o elenco que participou do Mundial Sub-17 de 1999, disputado na Nova Zelândia), Fraser disputou 9 partidas pelo time principal dos Reggae Boys, não tendo feito nenhum gol entre 2000 e 2012.

## Títulos
Harbour View
- Campeonato Jamaicano: 1 (2000)
- Copa da Jamaica: 2 (2001 e 2002)

Portmore United
- Campeonato Jamaicano: 1 (2005)
- Copa da Jamaica: 2 (2005 e 2007)
- Campeonato de Clubes da CFU: 1 (2005)